# مهند المحارمه
مهند المحارمه (عربی: مهند عثمان المحارمة؛ زادهٔ ۳۰ دسامبر ۱۹۸۶) بازیکن فوتبال اهل اردن بود.
از باشگاه‌هایی که در آن بازی کرده‌است می‌توان به باشگاه فوتبال الشباب اردن، باشگاه فوتبال القادسیه عربستان سعودی، و باشگاه ورزشی الفیصلی اشاره کرد.
وی همچنین در تیم‌های ملی فوتبال زیر ۲۳ سال اردن و اردن بازی کرده‌است.